# That’s How You Write a Song
A That’s How You Write a Song (magyarul: Így írsz egy dalt) Alexander Rybak norvég énekes dala, amellyel Norvégiát képviselte a 2018-as Eurovíziós Dalfesztiválon, Lisszabonban.

## Eurovíziós Dalfesztivál
A dal a 2018. március 10-én megrendezett norvég nemzeti döntőben, a Melodi Grand Prix-ben nyerte el az indulás jogát, ahol a zsűri és a nézői szavazatok együttese alakította ki a végeredményt.
A dalt az Eurovíziós Dalfesztiválon először a május 10-i második elődöntőben adta elő, fellépési sorrendben elsőként a Romániát képviselő The Humans Goodbye című dala előtt. Az elődöntőből az első helyen jutott tovább a május 12-i döntőbe, ahol fellépési sorrendben hetedikként lépett fel az Észtországot képviselő Elina Nechayeva La forza című dala után és a Portugáliát képviselő Cláudia Pascoal O jardim című dala előtt. A pontozás során a zsűri szavazáson összesítésben a tizenhatodik helyen végzett 60 ponttal (Olaszországtól maximális pontot kapott), míg a nézői szavazáson a tizenegyedik helyen végzett 80 ponttal, így összesítésben 144 ponttal a verseny tizenötödik helyezettje lett.
Érdekesség, hogy az elődöntős rendszer bevezetését követően Alexander Rybak lett az első, és eddig egyetlen művész, aki többször is megnyerte az Eurovíziós Dalfesztivál elődöntőit: 2009-ben (a Fairytale című dalával) és 2018-ban is a második elődöntőben végzett az első helyen.
A következő norvég induló a KEiiNO Spirit in the Sky című dala volt a 2019-es Eurovíziós Dalfesztiválon.

## Külső hivatkozások
- Dalszöveg
- A dal videóklipje. YouTube-videó, Eurovision Song Contest, 2018. március 12.
- A dal előadása a norvég nemzeti döntőben. YouTube-videó, Eurovision Song Contest, 2018. március 10.
- A dal előadása a dalfesztivál második elődöntőjében. YouTube-videó, Eurovision Song Contest, 2018. május 10.
- A dal előadása a dalfesztivál döntőjében. YouTube-videó, Eurovision Song Contest, 2018. május 12.